# Liste des plus vieux chats
Voici une liste des plus vieux chats du monde, par ordre décroissant d'âge jusqu'à un âge minimum de 24 ans. La longévité du chat dépend de la race, de la taille et du régime alimentaire.
Certains des âges donnés sont approximatifs. D'autres sont des âges estimés, voire des rumeurs. Peu d'entre eux ont été homologués.

## Liste de chats par âge déclaré
- Vivant(e)

| Rang | Nom               | Naissance        | Décès             | Âge,              | Race                 | Sexe    | Pays             | Ref    | Notes |
| ---- | ----------------- | ---------------- | ----------------- | ----------------- | -------------------- | ------- | ---------------- | ------ | --- |
| 1    | Wadsworth         | 6 mars 1986      | 4 juillet 2024    | 38 ans, 120 jours | Blanc et noir DSH    | mâle    | Royaume-Uni      | ,      | Il s'agit du chat ayant vécu le plus longtemps au monde. Son maître est un passionné des félins.                                                                                                |
| 2    | Creme Puff        | 3 août 1967      | 6 août 2005       | 38 ans, 3 jours   | Tabby                | femelle | États-Unis       | ,      | Même propriétaire que Granpa Rexs Allen. Son âge est certifié par le Guinness World Records. |
| 3    | Baby              | 1970             | mars 2008         | 38 ans            | Blanc et noir DSH    | mâle    | États-Unis       | [ 9 ]  | La principale preuve de l’âge de Baby par Palusky est une photo de lui à l’âge de 3 ans ; La photo est datée de 1973.                                                                           |
| 4    | Granpa Rexs Allen | 1er février 1964 | 1er avril 1998    | 34 ans, 59 jours  | Sphynx-Devon Rex     | mâle    | États-Unis       | ,      | Âge de 26 ans déclaré dans un article de journal en 1996, puis 33 ans à la mort en 1998. Le propriétaire a déclaré avoir mal calculé l'âge. Son âge est certifié par le Guinness World Records. |
| 5    | Sarah             | mars 1982        | septembre 2015    | 33 ans, 6 mois    |                      | femelle | Nouvelle-Zélande | ,      | |
| 6    | Rosie             | 1er juin 1991    | 14 septembre 2024 | 33 ans, 105 jours | Écaille de tortue    | femelle | Royaume-Uni      | [ 15 ] | |
| 7    | Patata            | 1989             | 26 janvier 2023   | 33 ans            | Tabby                | femelle | Italie           | [ 16 ] | |
| 8    | Rubble            | avril 1988       | 3 juillet 2020    | 32 ans, 3 mois    | Maine Coon           | mâle    | Royaume-Uni      | [ 17 ] | |
| 9    | Kitty             | juin 1957        | juin 1989         | 32 ans            |                      | femelle | Royaume-Uni      | [ 18 ] | Présente dans le livre Guinness World Record de 1996. Elle aurait donné naissance à une portée de 2 chatons à l'âge de 30 ans, faisant d'elle la plus vieille mère féline jamais enregistrée.   |
| 9    | Nutmeg            | 1985             | 29 août 2017      | 32 ans            | Tabby                | mâle    | Royaume-Uni      | ,      | |
| 9    | Tiger             | juillet 1988     | 22 juillet 2020   | 32 ans            | Tabby                | mâle    | États-Unis       |        | |
| 12   | Spike             | mai 1970         | juillet 2001      | 31 ans, 2 mois    | Roux et blanc        | mâle    | Royaume-Uni      | [ 21 ] | |
| 13   | Tom               | 1970             | 2000              | 30 ans, 6 mois    | Blanc et noir DSH    | mâle    | Norvège          | [ 22 ] | La référence cite une preuve de castration de 1978, en conjonction avec le marquage de l’oreille du chat. Abandonné en raison d’une mauvaise santé environ six mois après avoir eu 30 ans.      |
| 14   | Whiskey           | 1er août 1985    | 11 septembre 2015 | 30 ans, 41 jours  | Blanc et noir DSH    | mâle    | Royaume-Uni      | [ 23 ] | |
| 15   | Scooter           | 26 mars 1986     | 8 avril 2016      | 30 ans, 13 jours  | siamois              | mâle    | États-Unis       | [ 24 ] | Son âge est certifié par le Guinness World Records. |
| 16   | Flossie           | 29 décembre 1995 | Vivante           | 29 ans, 187 jours | Écaille de tortue    | femelle | Royaume-Uni      | [ 25 ] | L'âge de Flossie est certifié par le Guinness World Records. |
| 17   | Tattie            | 5 mai 1991       | 19 avril 2020     | 28 ans, 350 jours | Calico               | femelle | Canada           | ,      | |
| 18   | Corduroy          | 1er août 1989    | octobre 2016      | 27 ans, 2 mois    | Tabby                | mâle    | États-Unis       | ,      | |
| 19   | Tiffany Two       | 13 mars 1988     | 22 mai 2015       | 27 ans, 70 jours  | Écaille de tortue    | femelle | États-Unis       | [ 31 ] | |
| 20   | Hobo              | mars 1986        | octobre 2012      | 26 ans, 7 mois    | Blanc DSH            | femelle | États-Unis       | [ 32 ] | |
| 21   | Noélie            | juillet 1997     | 6 septembre 2023  | 26 ans, 2 mois    | Blanche et noire     | femelle | France           | ,      | |
| 22   | Moumousse         | janvier 1999     | Vivant            | 26 ans, 184 jours |                      | mâle    | France           | [ 35 ] | Moumousse a été identifié, donc pucé, en janvier 1999. |
| 23   | Chatterton        | 1er mars 2000    | Vivant            | 25 ans, 125 jours | Écaille de tortue    | mâle    | France           |        | |
| 24   | Spoony            | 23 août 2000     | Vivante           | 24 ans, 315 jours | Européenne tricolore | femelle | France           |        | |